# リマック・ネヴェーラ
リマック・ネヴェーラ(Rimac Nevera)は、クロアチアの電気自動車メーカーであるリマック・アウトモビリによって製造・販売されているハイパーカーである。

## 概要
ネヴェーラは2018年のジュネーブモーターショーでコンセプトモデルの「コンセプト・ツー(Concept Two/C_Two)(以後C_Two)」が発表され、2021年に市販版の「ネヴェーラ」が発表された。ネヴェーラはコンセプト・ワンに次ぐリマック・アウトモビリの2番目の市販モデルであり、「究極の電気ハイパーカーの運転体験」と称されている。ネヴェーラという名称は、クロアチア周辺で発生する雷を伴った突然の短い嵐に由来している。

## 開発
リマック・アウトモビリは2018年からテスト及び開発プログラムの一環として、C_Twoに3年以上の歳月を費やした。ネヴェーラの主要コンポーネントは、クロアチアにあるリマック本社で製造されている。2020年6月、リマック社はクロアチアのヴェリトルゴヴィシュチェに新しい施設を建設した。この施設はネヴェーラのプロトタイプ及び市販モデルの製造に使用され、最大で月4台のネヴェーラを製造する。納車は当初2020年の予定だったが、COVID-19の影響で延期され、2021年から納車が行われている。生産台数は150台。

## パフォーマンス
4輪に磁石モーターが取り付けられており、それぞれ独立して駆動することができる。前後重量配分は48対52。合計出力1,914PS、最大トルク2,360Nm、最高速度256mph（約412km/h）、0-100km/h（62.5mph）加速1.97秒。（プレスリリース）
2021年8月13日、米国カリフォルニア州の「ファモーソレースウェイ」において、市販車の0-400m世界最速記録8.582秒を樹立した。タイヤは標準のMICHELIN PILOT SPORT 4 S を装着。

## 参照
- リマックが新型ハイパーカーEV、ネヴェーラを発表
- 新型リマック ネヴェーラ正式発表
- クロアチア初の電動ハイパースポーツ「リマック ネヴェーラ」発表
- 電気自動車のリマック ネヴェーラが世界記録を樹立
- リマックのハイパーEV「ネヴェーラ」、0-400m加速8.582秒…市販車の世界最速記録